# Rivière Gauche
La rivière Gauche est un cours d'eau qui coule à Haïti dans le département du Sud-Est et l'arrondissement de Jacmel. Elle est un affluent de la rivière de la Cosse qu'elle rejoint sur sa rive droite, malgré son nom, au nord de la ville portuaire de Jacmel.

## Géographie
La rivière Gauche prend sa source dans les contreforts de le massif de la Selle près du hameau de La Ferme. Le cours d'eau se dirige vers le sud avant de s'orienter rapidement vers le Sud-est. Elle se jette, en deux bras formant une île, dans la rivière de la Cosse au nord de la ville de Jacmel à 2 kilomètres en amont de la confluence de la rivière La Gosseline avec la rivière de la Cosse.
La rivière Gauche reçoit les eaux de plusieurs cours d'eau, la rivière La Vallée et la rivière Source Alera, ainsi que de nombreuses ravines, parmi lesquelles les ravines Eau Gutard, Grand tabe, Ti Tabe, Granapon, Mingo, Pierre Louis, Médor, Drian, Tisseau, Perdu Bien, Perdu Temps,